# 友野雅義
友野 雅義（ともの まさよし）は、日本の柔道家である。

## 経歴
日本体育大学体育学部武道学科、日体柔整専門学校卒業。1981年に柔道私塾の講道学舎と提携する世田谷学園高校柔道部の監督就任。1982年には金鷲旗で講道学舎創設者の孫にあたる持田治也やバルセロナオリンピック71kg級金メダリストの古賀稔彦の兄である古賀元博、世界選手権の78kg級で2位となる持田達人などの活躍により初優勝を果たした。重量級選手が中心になっていた高校柔道界の団体戦において、軽量級や中量級主体の小兵軍団が全国優勝を果たしたことで一躍センセーションを巻き起こすことにもなった。
1985年には古賀稔彦らの活躍により高校選手権で初優勝、1986年には石田輝也や後にバルセロナオリンピック78kg級金メダリストとなる吉田秀彦らの活躍により高校柔道界で初となる高校団体3冠(高校選手権、金鷲旗、インターハイ)を達成した。翌年には吉田や後に世界選手権71kg級金メダリストとなる秀島大介などの活躍により2年連続の3冠を成し遂げた。1992年にはシドニーオリンピック81kg級金メダリストである瀧本誠や小斎武志などの活躍により5年ぶり3度目の3冠を果たした。なお、この年には講道学舎と提携する金井厚平が監督を務める弦巻中学も中学団体3冠(近代柔道杯、全国中学校柔道大会、マルちゃん杯)を前年に続いて達成したことにより、中学高校の全国大会タイトルを講道学舎が史上初めて独占することになった。
1993年には教え子だった持田治也が世田谷学園高校の柔道部監督に新たに就任したことで、柔道部の部長となった。監督として、高校選手権では3連覇を含めて優勝6回、金鷲旗では4連覇を含めて優勝7回、インターハイでは優勝3回と全国大会で数多くの優勝を成し遂げた。
友野によれば、学校での練習は2時間ほどで、｢基本に忠実で、相手ときちんと組む、正しい柔道をする｣ことを心がけていた。なお、講道学舎の生徒だけでなく、一般の生徒白帯入部生もしっかり指導していた。教え子のなかでも特に古賀稔彦と吉田秀彦はフィジカル面で他を圧倒していて精神的にも強かった。さらには、2人とも性格も素直で明るく勉強もできる生徒だったという。
柔道部の部長を辞任後は、茨城県龍ケ崎市で友野接骨院を開業した。

## 監督としての実績
- 高校選手権　優勝6回(1985年-1987年、1989年、1990年、1992年)
- 金鷲旗　優勝7回(1982年、1984年-1987年、1989年、1992年)
- インターハイ　優勝3回(1986年、1987年、1992年)

(出典、、、)。